# Aero (bilmärke)

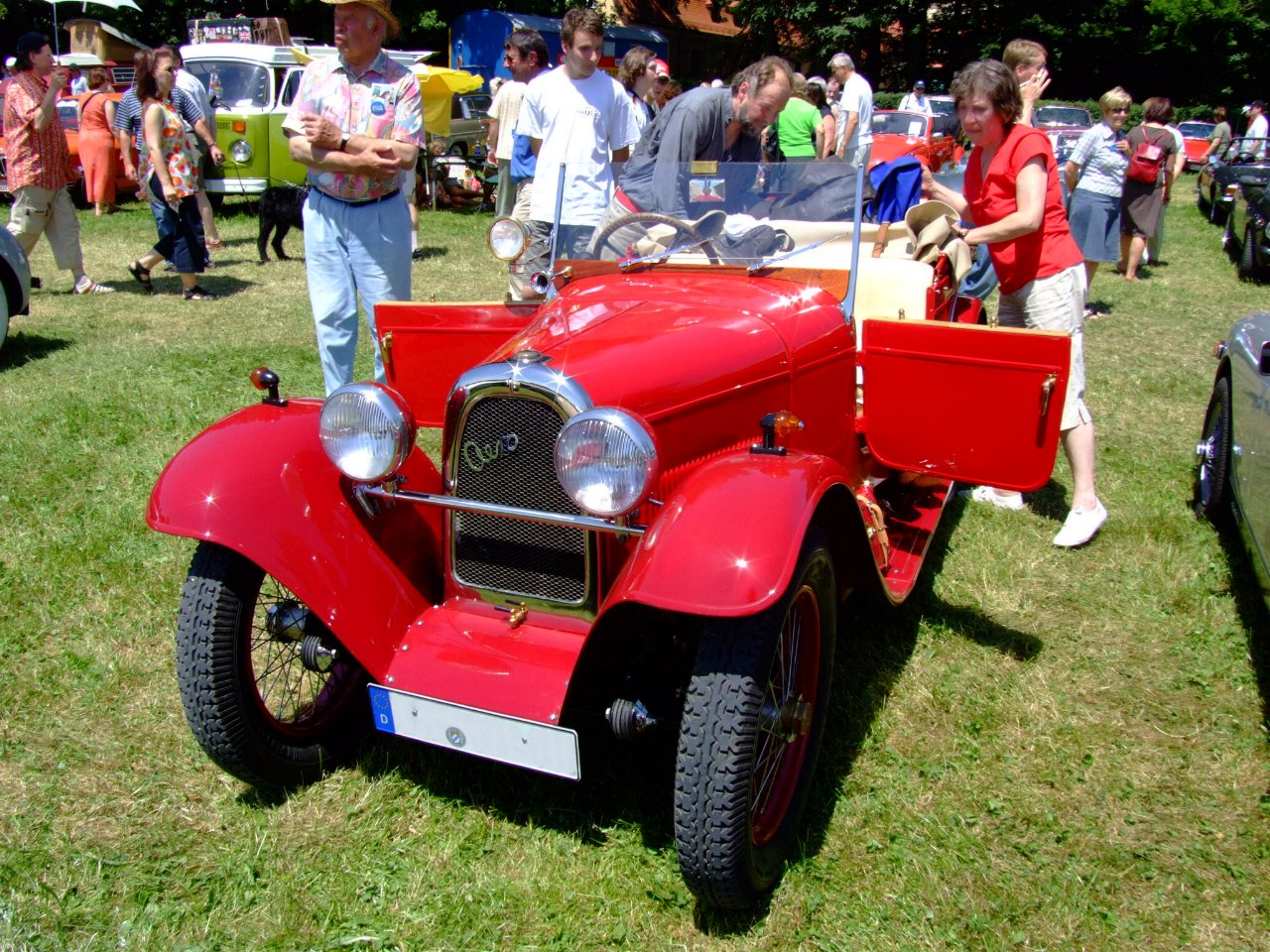
Aero Typ 20, även kallad 662

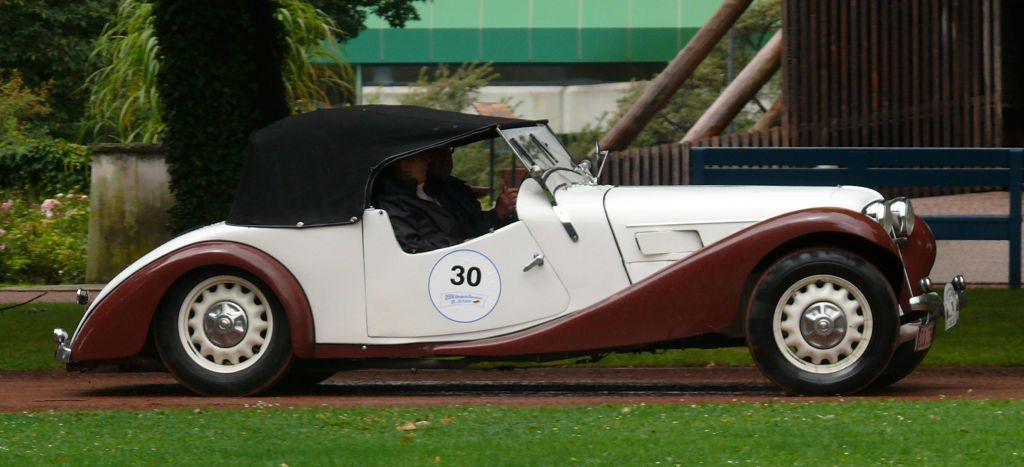
Aero Typ 30

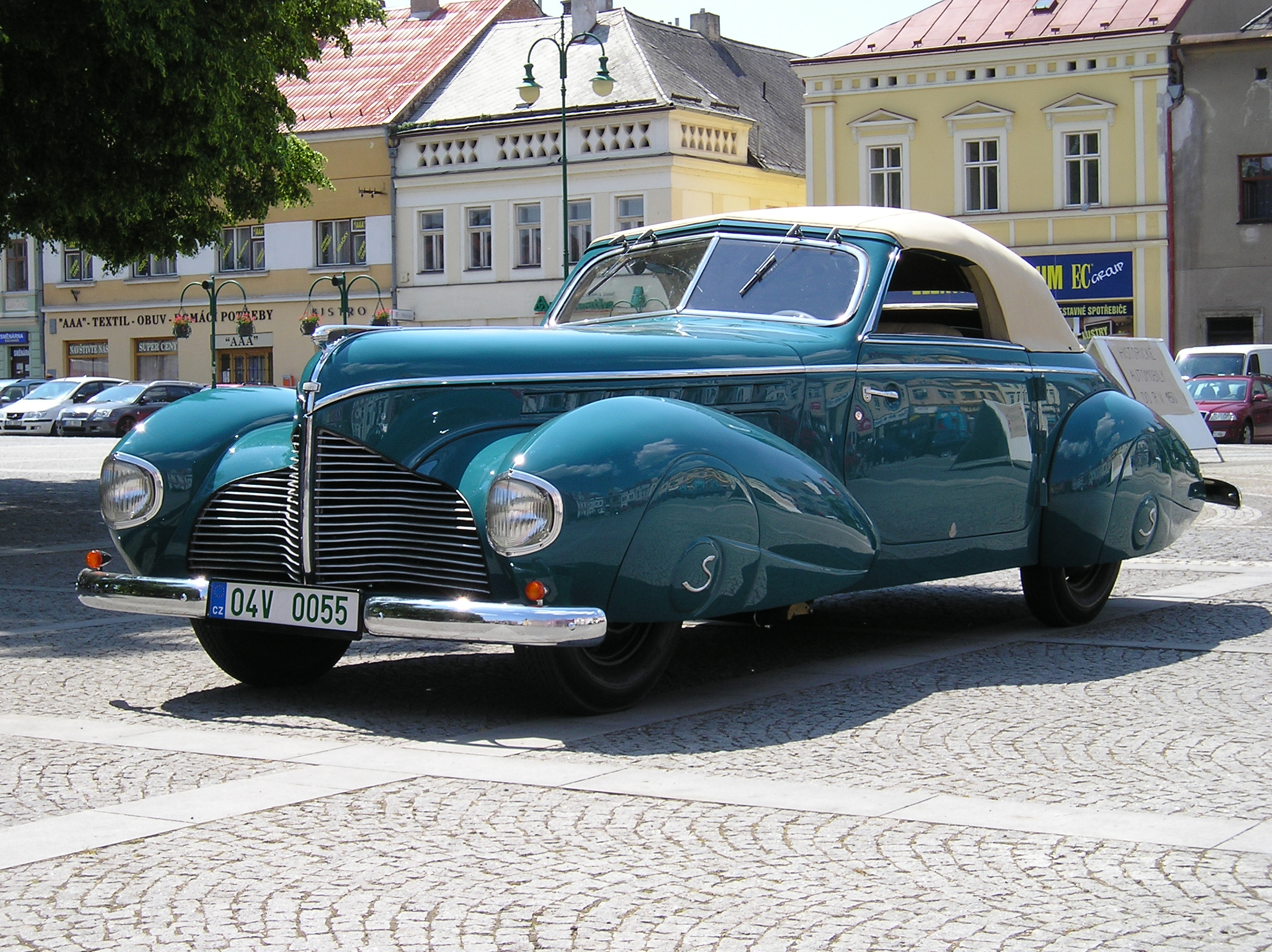
Aero Typ 50

Aero var ett bilmärke från Tjeckoslovakien, som tillverkades från 1929 och fram till andra världskriget. Produktionen återupptogs efter kriget, men bara för en kort tid. Flygplanstillverkaren Aero Vodochody i Prag grundades 1919 och ägdes på den här tiden av en dr. Kabes. Firman finns kvar, men tillverkar efter 1947 enbart flygplan.

## Bilmodeller
| Namn         | År på marknaden | Antal producerade | Motor, växlar                                   | Karosseri och varianter    |
| ------------ | --------------- | ----------------- | ----------------------------------------------- | -------------------------- |
| Aero Typ 500 | 1929–1932       | 1500              | 1-cylindrig, 0,499-liter, 3 växlar              | Roadster, Cabriolet, Coupé |
| Aero Typ 20  |                 |                   | 2-cylindrig, 0,660/0,999-liter                  |                            |
| Aero Typ 30  | 1934–1947       | 3000              | 2-cylindrig, 0,998-liter, 26 hk, framhjulsdrift |                            |
| Aero Typ 50  | 1936–1941       | 500               | 4-cylindrig, 1,997-liter, 50 hk, framhjulsdrift |                            |